# Рузановский сельсовет
Рузановский сельсовет — муниципальное образование со статусом сельского поселения в Спасском районе Пензенской области Российской Федерации.
Административный центр — село Рузаново.

## История
Статус и границы сельского поселения установлены Законом Пензенской области от 2 ноября 2004 года № 690-ЗПО «О границах муниципальных образований Пензенской области».

## Население
| 2002 | 2010 | 2012 | 2013 | 2014 | 2015 | 2016 |
| ---- | ---- | ---- | ---- | ---- | ---- | ---- |
| 346  | ↘295 | ↘283 | ↘275 | ↘261 | ↘255 | ↘244 |
| 2017 | 2018 | 2021 |      |      |      |      |
| ↘240 | ↘238 | ↘230 |      |      |      |      |

## Состав сельского поселения
| № | Населённый пункт | Тип населённого пункта       | Население |
| - | ---------------- | ---------------------------- | --------- |
| 1 | Баранчеевка      | село                         | ↘127      |
| 2 | Рузаново         | село, административный центр | ↘168      |